# Otopeni (stad)
Otopeni is een stad in het district Ilfov, een paar kilometer ten noorden van Boekarest op de weg naar Ploiești. In 2002 had de stad 10.500 inwoners.
Otopeni staat vooral bekend om het (nabije) grootste vliegveld van Roemenië dat vroeger ook Otopeni heette maar sinds mei 2004 Henri Coandă International Airport heet. Ook is de stad een van de snelst groeiende steden van Roemenië.
De in de Liga 1 spelende voetbalclub CS Otopeni is afkomstig uit de stad. In 2023 werden in Otopeni de Europese kampioenschappen kortebaanzwemmen georganiseerd.